# Сильванские
Сильванские — дворянский род.
Определением Герольдии от 15 февраля 1845 г. утверждено постановление Смоленского дворянского депутатского собрания от 19 января 1831 года о внесении в третью часть дворянской родословной книги протоиерея Иоанна Денисьева Сильванского, жены его Аграфены Ивановой и детей их, сыновей:
1. штаб-лекаря 8-го класса Степана,
2. губернского секретаря Василия с женой Натальей Ивановой, сыном Алексеем и дочерью Ефросиньей,
3. Михаила,
4. Петра и дочерей:
5. Анны,
6. Ефросиньи,
7. Пелагеи и
8. Меланьи;

по Всемилостивейшему сопричислению его, протоиерея Сильванского, 15 января 1827 года к ордену св. Анны 3-й степени.

## Описание герба
В лазоревом щите накрест два серебряных с золотыми рукоятками изогнутых меча. В золотой главе щита горизонтально две чёрные шестиконечные звезды, между ними червлёный крест с широкими концами.
Щит увенчан дворянским коронованным шлемом. Нашлемник: рука вверх в серебряных латах держит серебряный с золотой рукояткой изогнутый меч. Намёт: справа — лазоревый с золотом, слева — чёрный с золотом. Герб Сильванского внесён в Часть 13 Общего гербовника дворянских родов Всероссийской империи, стр. 78.